# Unione per il Progresso e il Cambiamento
L'Unione per il Progresso e il Cambiamento (in francese: Union pour le Progrès et le Changement) è un partito politico burkinabé di orientamento liberale fondato nel 2010.

## Risultati
| Elezione         | Voti    | %     | Seggi    |
| ---------------- | ------- | ----- | -------- |
| Legislative 2012 | 334.453 | 11,09 | 19 / 127 |
| Legislative 2015 | 648.596 | 20,53 | 33 / 127 |
| Legislative 2020 | 356.388 | 12,46 | 12 / 127 |